# Jakob Michael Reinhold Lenz
Jakob Michael Reinhold Lenz, nemški pisatelj, 23. januar 1751, Seßwegen, Livonija (danes Cesvaine, Latvija), † 4. junij 1792, Moskva.

## Življenje
J. M. R. Lenz je bil rojen kot sin pietističnega duhovnika (od leta 1779 superintendent v Livlandu) Christiana Davida Lenza (1720–1798) v kraju Seßwegen približno 150 km vzhodno od Rige. Pri devetih letih se je z družino preselil v Dorpat, kjer je oče dobil službo duhovnika. Njegova prva pesem je bila objavljena, ko je imel petnajst let. Med letoma 1768 in 1770 je s pomočjo štipendije študiral teologijo najprej v Dorpatu, kasneje pa v Königsbergu. Tam je poslušal predavanja Immanuela Kanta, na katerega pobudo je začel brati dela Jeana Jacquesa Rousseauja, njegovim literarnim interesom pa je tudi sledil in opustil teologijo. Njegova prva samostojna knjižna izdaja je bila daljša pesem Die Landplagen (Mučenje naroda),  ki je izšla leta 1769.
Leta 1771 je Lenz študij v Königsbergu prekinil in odšel proti očetovi volji v Straßburg, zaradi česar je oče z njim prekinil stike; tam je služboval kot sluga kurlandskemu baronu in vojaškemu kadetu, ki sta se pripravljala na vojaško kariero, Friedrichu Georgu in Ernstu Nikolausu von Kleistu. Lenz je tam stopil v stik s pisarjem Johannom Danielom Salzmannom, okoli katerega se je  oblikoval intelektualni krog  Société de philosophie et de belles lettres (slov. Družba filozofije in lepih črk) , katerega je obiskoval tudi mladi Johann Wolfgang Goethe, ki se je v tem času zadrževal v Straßburgu; Lenz je sklenil poznanstva tako z njim kot tudi z Johannom Heinrichom Jung-Stillingom.  Goethe je tako postal njegov umetniški vzor, prek njega je vzpostavil  kontakt z Johannom Gottfriedom Herderjem in Johannom Kasparjem Lavaterom, s katerima si je dopisoval. Leta 1772 je Lenz po naročilu svojih nadrejenih obiskal postojanke v  Landauu, Fort Louisu in Weißenburgu. Zaljubil se v nekdanjo Goethejevo ljubezen Friederike Brion (Sesenheimer Lieder – zbirka pesmi, ki jo je delno napisal Goethe med svojim bivanjem v Straßburgu, Lenz pa jo je dopolnil; več pesmi je posvečenih Frederike), a se z njo ni spustil v razmerje. Leta 1773 se je Lenz vrnil v Straßburg in nadaljeval študij. V sledečem letu se je odpovedal službi pri bratih Kleist, živel kot samostojni pisatelj in si denar za preživetje služil z zasebnim poučevanjem. Z Goethejem je  vzpostavil prijateljske vezi, v kraju Emmendingen ga je predstavil tudi svoji sestri Cornelii in njenem možu Johannu Georgu Schlosserju.
Aprila 1776 je Lenz sledil Goetheju na dvor v Weimar, kjer so ga prijazno sprejeli, v začetku decembra  pa so ga na Goethejevo pobudo izgnali. Natančne okoliščine niso znane; Goethe, ki je prekinil osebne stike, je to nejasno opisal v svojem dnevniku Lenzens Eseley. 
Lenz je šel v Emmendingen, kjer sta ga vzela k sebi Cornelia in Johann Georg Schlosser. Večkrat je obiskal Alzacijo in Švico, med drugim tudi leta 1777, ko je bil pri Lavatru v Zürichu. Novica o Corneliini smrti, ki jo je tam prejel junija, je naredila nanj velik vtis, zato se je vrnil v Emmendingen. Po naslednjem daljšem obisku pri Lavatru v novembru istega leta je prebival pri Christophu Kaufmannu, kjer je izbruhnila njegova psihična bolezen, paranoidna shizofrenija. Kaufmann je Lenza v sredini januarja leta 1778 poslal k filantropu, socialnemu reformatorju in duhovniku Johannu Friedrichu Oberlinu v kraj Waldersbach v Alzacijo, kjer je ostal od 20. januarja do 8. februarja tistega leta. Kljub skrbi Oberlina in njegove žene se je Lenzovo psihično stanje še poslabšalo, nato se je Lenz vrnil k družini Schlosser v Emmendingen. Najprej je prebival pri čevljarju, nato pri drvarju.
Njegov mlajši brat Karl je Lenza v juniju 1779 odpeljal iz Hertingena, kjer je bil v oskrbi zdravnika, v Rigo, kjer je bil oče medtem povišan v superintendenta.  Tam pa se Lenz poklicno ni mogel uveljaviti: poskus, da bi postal vodja cerkvene šole, je padel v vodo, ker mu Herder ni napisal priporočila. Tudi v Sankt Peterburgu, kjer je Lenz prebival od  februarja do septembra 1780, ni bil uspešen. Nato je deloval kot hišni učitelj na posestvu v bližini Dorpata, po še enem obisku Sankt Peterburga pa je šel septembra 1781 v Moskvo, kjer je ostal pri zgodovinarju Friedrichu Müllerju in se učil rusko. Delal je kot hišni učitelj, se vrtel v krogih ruskih prostozidarjev in pisateljev, pomagal je delati različne reformne načrte, v nemščino je prevajal knjige o ruski zgodovini. Obenem pa se je njegovo psihično stanje vedno bolj slabšalo, preživljal se je lahko le s pomočjo ruskih mecenov.
24. maja 1792 (4. junija po greg. koledarju) zgodaj zjutraj so Lenza našli mrtvega na eni izmed moskovskih ulic. Prostor, kjer so pokopani njegovi posmrtni ostanki, ni znan.

## Lenz kot literarni lik
Georg Büchner je Lenzov obisk pri evangeličanskem duhovniku Johannu Friedrichu Oberlinu v Steintalu (v francoskem departmaju Vosges) opisal v svoji noveli Lenz. Lenz je duhovnika obiskal na pobudo Kaufmanna, saj je bil Oberlin znan kot skrbnik duš in psiholog. Oberlinovo poročilo o srečanju z Lenzom v tistem času je Büchnerju služilo kot temelj za njegovo pripoved, ta pa je bila osnova za komorno opero Wolfganga Rihmsa z naslovom Jakob Lenz.
V zadnjem času sta o Lenzovem življenju pisala pisatelja Peter Schneider v pripovedi Lenz  (Lenz, 1973) in Gert Hofmann v noveli Vrnitev izgubljenega J.M.R. Lenza v Rigo (Die Rückkehr des verlorenen J.M.R. Lenz nach Riga, 1984).
Zanimiv je tudi roman Rdeč domino (Der rote Domino, 2002)  avtorja Marca Buhla, ki je prijateljstvo med Goethejem in Lenzom in njegov nenaden konec s pomočjo dela Lenzens Eseley vzel kot iztočnico za svoj kriminalni roman.

## Izbrana dela
- Mučenje dežele (Die Landplagen, 1769). Ep v verzih.
- Dvorni učitelj, ali Prednosti zasebnega poučevanja. Komedija. (Der Hofmeister, oder Vorteile der Privaterziehung. Eine Komödie., 1774) Drama.
- Nova menoza (Der neue Menoza., 1774) Drama.
- Opombe o gledališču (Anmerkungen übers Theater, 1774) Razprava.
- Mnenja laika, posvečenega duhovnosti  (Meinungen eines Laien, den Geistlichen zugeeignet, 1775)
- Pandaemonium Germanicum (Pandaemonium Germanicum, nastala 1775, posthumno izdana 1819) Drama.
- Vojaki. Komedija (Die Soldaten. Eine Komödie., 1776). Drama. (Podlaga istoimenski operi Manfreda Gurlitta, 1930, in Bernda Aloisa Zimmermanna,1965)
- Prijatelji naredijo filozofa (Die Freunde machen den Philosophen, 1776). Drama.
- Zerbin (Zerbin, 1776). Novela.
- Deželni pridigar (Der Landprediger, 1777).
- Anglež – dramatična fantazija (Der Engländer - Eine dramatische Phantasey, 1777).
- Gozdni brat (Der Waldbruder, 1882) (Roman nedokončan, posthumno izdan).

### Izdaje del
- Werke und Briefe. Trije zvezki, izdala Sigrid Damm. Insel Verlag, Leipzig [München/Wien] 1987, ISBN 3-446-14665-2.
- Werke. Izbrali in komentirali Karin Lauer, Hanser Verlag, München/Wien 1992, ISBN 3-446-16338-7
- Werke. Izdal Friedrich Voit. Reclam Verlag, Stuttgart 1997, ISBN 3-15-008755-4—Auswahlband
- Werke. Faksimili prvih izdaj za časa njegovega življenja samostojno izdanih besedil. Izdal Christoph Weiß, 12 zvezkov, Röhrig Verlag, St. Ingbert 2001, ISBN 3-86110-071-1
- Moskauer Schriften und Briefe. Izdal in komentiral Heribert Tommek. Besedilo in spremna beseda. Weidler Buchverlag, Berlin 2007, ISBN 978-3-89693-486-4

### Monografske izdaje
- Jacob Michael Reinhold Lenz: Als Sr. Hochedelgebohrnen der Herr Professor Kant den 21sten August 1770 für die Professor-Würde disputierte. Faksimile prve izdaje v Königsbergu 1770. Izdal Christoph Weiß. Wehrhahn Verlag, Laatzen 2003, ISBN 3-932324-68-4

## Filmi
- Egon Günther: Lenz (BRD 1992). (Jörg Schüttauf kot J.M.R. Lenz in Christian Kuchenbuch kot Goethe)

1. 1 2 3  Ленц, Яков-Михаил-Рейнгольд // Русский биографический словарь — Sankt Peterburg.: 1914. — Т. 10. — С. 194-195.
2. ↑  Encyclopædia Britannica